# Kombinacja norweska na mistrzostwach świata juniorów w narciarstwie klasycznym
Mistrzostwa świata juniorów w kombinacji norweskiej są częścią mistrzostw świata juniorów w narciarstwie klasycznym. Oficjalnie po raz pierwszy odbyły się w 1977 roku w szwajcarskim Sainte-Croix, a po roku przerwy, od 1979 roku odbywają się co roku. Mistrzostwa świata poprzedzone były mistrzostwami Europy (w których zawodnicy spoza Europy nie mogli startować), które rozgrywane były w latach 1968-1978. Konkursy drużynowe do programu włączono w 1984 roku. Od 2000 roku na MŚJ w narciarstwie klasycznym rozgrywane są także zawody w sprincie.
W 2018 po raz pierwszy odbył się pokazowy konkurs kobiet w ramach mistrzostw świata juniorów, a rok później planowane jest zorganizowanie oficjalnej rywalizacji kobiet w kombinacji norweskiej. Od 2019 roku rywalizacja indywidualna kobiet weszła do programu MŚJ jako konkurencja medalowa.

## Wyniki

### Indywidualni mistrzowie Europy
| rok  | miasto     | złoty medal      | srebrny medal       | brązowy medal      |
| ---- | ---------- | ---------------- | ------------------- | ------------------ |
| 1968 | Morez      | Rauno Miettinen  | Ingo Scheibenhof    | Witlof Hofmann     |
| 1969 | Bollnäs    | Rauno Miettinen  | Anatolij Popow      | Witlof Hofmann     |
| 1970 | Gosau      | Günter Deckert   | Hans Hartleb        | Frank Böhm         |
| 1971 | Nesselwang | Ulrich Wehling   | Jan Legierski       | Anatolij Chajgonin |
| 1972 | Tarvisio   | Farit Zakirow    | Jan Legierski       | Andrzej Staszel    |
| 1973 | Kawgołowo  | Pål Schjetne     | Stanisław Kawulok   | Urban Hettich      |
| 1974 | Autrans    | Konrad Winkler   | Tom Sandberg        | Arnfinn Henden     |
| 1975 | Lieto      | Tom Sandberg     | Konrad Winkler      | Jurij Woronin      |
| 1976 | Liberec    | Gunter Schmieder | Vladimir Vedral     | Andrzej Zarycki    |
| 1978 | Murau      | Hermann Weinbuch | Andreas Fleischmann | Uwe Dotzauer       |

### Indywidualni mistrzowie świata
| rok  | miasto              | złoty medal           | srebrny medal       | brązowy medal         |
| ---- | ------------------- | --------------------- | ------------------- | --------------------- |
| 1977 | Sainte-Croix        | Gunter Schmieder      | Fjodor Koltšin      | Uwe Dotzauer          |
| 1979 | Mont-Sainte-Anne    | Hermann Weinbuch      | Martin Schartel     | Hubert Schwarz        |
| 1980 | Örnsköldsvik        | Hubert Schwarz        | Siergiej Orljanski  | Lothar Hopf           |
| 1981 | Schonach            | Bernd Blechschmidt    | Siergiej Szorikow   | Thomas Müller         |
| 1982 | Murau               | Knut Leo Abrahamsen   | Andriej Simanow     | Siergiej Bondar       |
| 1983 | Kuopio              | Heiko Hunger          | Geir Andersen       | Oliver Warg           |
| 1984 | Trondheim           | Geir Andersen         | John Riiber         | Klaus Sulzenbacher    |
| 1985 | Täsch               | Siergiej Nikiforow    | Hans-Peter Pohl     | Jyri Pelkonen         |
| 1986 | Lake Placid         | Andriej Dundukow      | Günther Csar        | František Repka       |
| 1987 | Asiago              | Thomas Prenzel        | Trond-Arne Bredesen | Marko Frank           |
| 1988 | Saalfelden          | Radomír Skopek        | Francis Repellin    | Bård Jørgen Elden     |
| 1989 | Hamar               | Trond Einar Elden     | František Repka     | Ago Markvardt         |
| 1990 | Szczyrbskie Jezioro | Trond Einar Elden     | Falk Schwaar        | Christophe Borello    |
| 1991 | Reit im Winkl       | Milan Kučera          | Jiří Hradil         | Markus Wüst           |
| 1992 | Vuokatti            | Halldor Skard         | Teemu Summanen      | Jens Deimel           |
| 1993 | Harrachov           | Knut Andersen         | Christoph Eugen     | Gard Myhre            |
| 1994 | Breitenwang         | Mario Stecher         | Milan Kučera        | Tapio Nurmela         |
| 1995 | Gällivare           | Hannu Manninen        | Mario Stecher       | Felix Gottwald        |
| 1996 | Asiago              | Todd Lodwick          | Hannu Manninen      | Felix Gottwald        |
| 1997 | Canmore             | Roman Perko           | Andreas Hartmann    | Ludovic Roux          |
| 1998 | Sankt Moritz        | Hannu Manninen        | Samppa Lajunen      | David Kreiner         |
| 1999 | Saalfelden          | Samppa Lajunen        | Jouni Kaitainen     | Andreas Hartmann      |
| 2000 | Szczyrbskie Jezioro | Aleksiej Cwietkow     | Marko Baacke        | Kevin Arnould         |
| 2001 | Karpacz             | Norihito Kobayashi    | Jaakko Tallus       | David Kreiner         |
| 2002 | Schonach            | Björn Kircheisen      | Alex Glueck         | Nathan Gerhart        |
| 2003 | Sollefteå           | Björn Kircheisen      | Sébastien Lacroix   | Petter Tande          |
| 2004 | Stryn               | Petter Tande          | Tino Edelmann       | David Zauner          |
| 2005 | Rovaniemi           | Petter Tande          | Tino Edelmann       | Anssi Koivuranta      |
| 2006 | Kranj               | François Braud        | Tom Beetz           | Miroslav Dvořák       |
| 2007 | Tarvisio            | Anssi Koivuranta      | Marco Pichlmayer    | Alfred Rainer         |
| 2008 | Zakopane            | Alessandro Pittin     | Tomaž Druml         | Janne Ryynänen        |
| 2009 | Szczyrbskie Jezioro | Alessandro Pittin     | Johannes Rydzek     | Ole Christian Wendel  |
| 2010 | Hinterzarten        | Ole Christian Wendel  | Janis Morweiser     | Gudmund Storlien      |
| 2011 | Otepää              | Johannes Rydzek       | Marjan Jelenko      | Kaarel Nurmsalu       |
| 2012 | Erzurum             | Mattia Runggaldier    | Manuel Faißt        | Michael Schuller      |
| 2013 | Liberec             | Manuel Faißt          | David Welde         | Han-Hendrik Piho      |
| 2014 | Val di Fiemme       | Philipp Orter         | Ilkka Herola        | David Welde           |
| 2015 | Ałmaty              | Jarl Magnus Riiber    | Paul Gerstgraser    | Jakob Lange           |
| 2016 | Râșnov              | Bernhard Flaschberger | Vinzenz Geiger      | Terence Weber         |
| 2017 | Park City           | Arttu Mäkiaho         | Mika Vermeulen      | Martin Hahn           |
| 2019 | Lahti               | Johannes Lamparter    | Julian Schmid       | Andreas Skoglund      |
| 2020 | Oberwiesenthal      | Jens Lurås Oftebro    | Johannes Lamparter  | Gaël Blondeau         |
| 2021 | Lahti               | Johannes Lamparter    | Mattéo Baud         | Stefan Rettenegger    |
| 2022 | Zakopane            | Stefan Rettenegger    | Perttu Reponen      | Tristan Sommerfeldt   |
| 2023 | Whistler            | Iacopo Bortolas       | Tristan Sommerfeldt | Paul Walcher          |
| 2024 | Planica             | Paul Walcher          | Tristan Sommerfeldt | Jens Dahlseide Kvamme |
| 2025 | Lake Placid         | Paul Walcher          | Atsushi Narita      | Richard Stenzel       |

### Mistrzowie świata w sprincie
| rok  | miasto              | złoty medal             | srebrny medal           | brązowy medal           |
| ---- | ------------------- | ----------------------- | ----------------------- | ----------------------- |
| 2000 | Szczyrbskie Jezioro | Petter Kukkonen         | Marko Baacke            | David Kreiner           |
| 2001 | Karpacz             | David Kreiner           | Jaakko Tallus           | Norihito Kobayashi      |
| 2002 | Schonach            | Konkurs został odwołany | Konkurs został odwołany | Konkurs został odwołany |
| 2003 | Sollefteå           | Björn Kircheisen        | David Zauner            | Petter Tande            |
| 2004 | Stryn               | Petter Tande            | Tino Edelmann           | Anssi Koivuranta        |
| 2005 | Rovaniemi           | Petter Tande            | Florian Schillinger     | Tino Edelmann           |
| 2006 | Kranj               | Tom Beetz               | Akito Watabe            | Miroslav Dvořák         |
| 2007 | Tarvisio            | Eric Frenzel            | Anssi Koivuranta        | Alfred Rainer           |
| 2008 | Zakopane            | Tomaž Druml             | Tommy Schmid            | Alessandro Pittin       |
| 2009 | Szczyrbskie Jezioro | Alessandro Pittin       | Gudmund Storlien        | Fabian Rießle           |
| 2010 | Hinterzarten        | Junshirō Kobayashi      | Marjan Jelenko          | Janis Morweiser         |
| 2011 | Otepää              | Marjan Jelenko          | Johannes Rydzek         | Kaarel Nurmsalu         |
| 2012 | Erzurum             | Øystein Granbu Lien     | Ilkka Herola            | Espen Andersen          |
| 2013 | Liberec             | Manuel Faißt            | Theo Hannon             | Kristjan Ilves          |
| 2014 | Val di Fiemme       | Philipp Orter           | David Welde             | Martin Fritz            |
| 2015 | Ałmaty              | Jarl Magnus Riiber      | Jakob Lange             | Kristjan Ilves          |
| 2016 | Râșnov              | Tomáš Portyk            | Terence Weber           | Kristjan Ilves          |
| 2017 | Park City           | Vinzenz Geiger          | Arttu Mäkiaho           | Laurent Muhlethaler     |
| 2018 | Kandersteg          | Vid Vrhovnik            | Dominik Terzer          | Jan Vytrval             |
| 2019 | Lahti               | Julian Schmid           | Johannes Lamparter      | Jens Lurås Oftebro      |

### Mistrzowie drużynowi
| rok  | miejsce             | złoty medal                                                                                      | srebrny medal                                                                                 | brązowy medal                                                                                       |
| 1984 | Trondheim           | NRD Jens Wagler · Heiko Hunger · Silvio Memm                                                     | Norwegia John Riiber · Geir Andersen · Trond-Arne Bredesen                                    | ZSRR Fidel Tierientjew · Allar Levandi · Siergiej Zawjałow                                          |
| 1985 | Täsch               | ZSRR Siergiej Nikiforow · Allar Levandi · Siergiej Zawjałow                                      | Norwegia John Riiber · Thomas Selbekk · Trond-Arne Bredesen                                   | Czechosłowacja Dušan Pitoňák · František Repka · Michal Pustějovský                                 |
| 1986 | Lake Placid         | Norwegia Trond-Arne Bredesen · Arne Oderløkken · Jon Andersen                                    | ZSRR Siergiej Nikiforow · Andriej Dundukow · Wasilij Sawin                                    | RFN Udo Laber · Roland Schmidt · Thomas Donaubauer                                                  |
| 1987 | Asiago              | NRD Thomas Prenzel · Marko Frank · Thomas Abratis                                                | Norwegia Trond-Arne Bredesen · Jon Andersen · Bård Jørgen Elden                               | Czechosłowacja František Repka · Ladislav Patraš · Michal Pustějovský                               |
| 1988 | Saalfelden          | Norwegia Trond Einar Elden · Bård Jørgen Elden · Jon Andersen                                    | Czechosłowacja Radomír Skopek · František Máka · Michal Pustějovský                           | ZSRR Ago Markvardt · Anatolij Azarkin · Wasilij Sarafanow                                           |
| 1989 | Hamar               | Norwegia Frode Moen · Fred Børre Lundberg · Trond Einar Elden                                    | Francja Jean-Pierre Bohard · Xavier Girard · Francis Repellin                                 | ZSRR Jurij Erchaler · Siergiej Szwagirow · Ago Markvardt                                            |
| 1990 | Szczyrbskie Jezioro | Norwegia Halldor Skard · Bjarte Engen Vik · Trond Einar Elden                                    | Czechosłowacja Milan Kučera · Jiří Hradil · David Soldat                                      | NRD Milan Heisig · Falk Schwaar · Falk Weber                                                        |
| 1991 | Reit im Winkl       | Czechosłowacja Milan Kučera · Jiří Hradil · Zbyněk Pánik                                         | Norwegia Henrik Brørs · Even Chiodera · Halldor Skard                                         | ZSRR Aleksandr Głuchow · Walerij Stolarow · Aleksiej Gaczegow                                       |
| 1992 | Vuokatti            | Norwegia Halldor Skard · Thomas Vesteraas · Glenn Skram                                          | Niemcy Jens Deimel · Christian Dold · Christoph Bauer                                         | Francja Jérôme Zigliolo · Étienne Gouy · Frédéric Baud                                              |
| 1993 | Harrachov           | Norwegia Gard Myhre · Halldor Skard · Knut Andersen                                              | Austria Felix Gottwald · Jürgen Bär · Christoph Eugen                                         | Niemcy Christoph Braun · Sepp Buchner · Markus Görtz                                                |
| 1994 | Breitenwang         | Norwegia Kenneth Braaten · Jermund Lunder · Glenn Skram                                          | Finlandia Topi Saparanta · Hannu Manninen · Simo Jääskeläinen                                 | Austria Felix Gottwald · Christoph Eugen · Mario Stecher                                            |
| 1995 | Gällivare           | Austria Felix Gottwald · Mario Stecher · Jürgen Bär                                              | Czechy Petr Šmejc · Ladislav Rygl · Marek Fiurášek                                            | Norwegia Jacob Gunnes · Kristian Hammer · Jermund Lunder                                            |
| 1996 | Asiago              | Norwegia Sverre Rotevatn · Preben Fjære Brynemo · Kristian Hammer                                | Francja Ludovic Roux · Jean-Marc Mougel · Nicolas Bal                                         | Słowenia Igor Cuznar · Roman Perko · Rolando Kaligaro                                               |
| 1997 | Canmore             | Francja Ludovic Roux · Nicolas Bal · Remy Trachsel                                               | Niemcy Jens Gaiser · Georg Hettich · Ronny Ackermann                                          | Austria Michael Gruber · David Kreiner · Christoph Bieler                                           |
| 1998 | Sankt Moritz        | Finlandia Samppa Lajunen · Hannu Manninen · Jaakko Tallus · Mikko Keskinarkaus                   | Słowenia Gorazd Robnik · Jure Kosmač · Marko Šimic · Igor Cuznar                              | Szwajcaria Christoph Engel · Lucas Vonlanthen · Roger Kamber · Andreas Hartmann                     |
| 1999 | Saalfelden          | Stany Zjednoczone Johnny Spillane · Bill Demong · Jed Hinkley · Carl Van Loan                    | Szwajcaria Ronny Heer · Pascal Meinherz · Lucas Vonlanthen · Andreas Hartmann                 | Francja Kevin Arnould · Julien Marchandise · Baptiste Rousset · Ludovic Roux                        |
| 2000 | Szczyrbskie Jezioro | Finlandia Jaakko Tallus · Petter Kukkonen · Jari Hiukka · Mikko Kaitainen                        | Stany Zjednoczone Johnny Spillane · Bill Demong · Jed Hinkley · Carl Van Loan                 | Austria David Kreiner · Florian Aichinger · Bernhard Gruber · Wilhelm Denifl                        |
| 2001 | Karpacz             | Niemcy Matthias Mehringer · Marc Frey · Björn Kircheisen · Matthias Menz                         | Finlandia Jaakko Tallus · Petter Kukkonen · Jari Hiukka · Ville Suikkanen                     | Słowenia Gregor Verbajs · Andrej Jezeršek · Anže Brankovič · Marko Šimic                            |
| 2002 | Schonach            | Niemcy Björn Kircheisen · Tino Edelmann · Florian Schillinger · Christian Beetz                  | Francja Maxime Laheurte · Mathieu Martinez · François Braud · Sébastien Lacroix               | Norwegia Petter Tande · Magnus Moan · Mathias Østvik · Jo Wesche Fossheim                           |
| 2003 | Sollefteå           | Niemcy Tino Edelmann · Christian Beetz · Björn Kircheisen · Marco Kühne                          | Norwegia Petter Tande · Magnus Moan · Jon-Richard Rundsveen · Mikko Kokslien                  | Francja Maxime Laheurte · François Braud · Jason Lamy Chappuis · Sébastien Lacroix                  |
| 2004 | Stryn               | Norwegia Jon-Richard Rundsveen · Mikko Kokslien · Einar Uvsløkk · Petter Tande                   | Niemcy Christian Ulmer · Christian Beetz · Tino Edelmann · Florian Schillinger                | Austria Michael Palli · Benjamin Kreiner · Lukas Klapfer · David Zauner                             |
| 2005 | Rovaniemi           | Niemcy Steffen Tepel · Tom Beetz · Florian Schillinger · Tino Edelmann                           | Francja Maxime Boillot · Maxime Laheurte · Jason Lamy Chappuis · François Braud               | Czechy Petr Kutal · Martin Škopek · Aleš Vodseďálek · Miroslav Dvořák                               |
| 2006 | Kranj               | Niemcy Toni Englert · Stefan Tuss · Ruben Welde · Tom Beetz                                      | Austria Tomaž Druml · Tobias Kammerlander · Marco Pichlmayer · Alfred Rainer                  | Norwegia Jonas Nermoen · Torkild Rasmussen Aam · Joakim Aakvik · Thomas Kjelbotn                    |
| 2007 | Tarvisio            | Austria Marco Pichlmayer · Johannes Weiss · Alfred Rainer · Tomaž Druml                          | Niemcy Stefan Tuss · Ruben Welde · Eric Frenzel · Sebastian Reuschel                          | Norwegia Magnus Krog · Ole Martin Storlien · Peder Sandell · Glen Arne Sollid                       |
| 2008 | Zakopane            | Niemcy Wolfgang Bösl · Stefan Tuss · Markus Förster · Andreas Günter                             | Austria Dominik Dier · Robert Hauser · Johannes Weiss · Tomaž Druml                           | Norwegia Ole Christian Wendel · Truls Sønstehagen Johansen · Per Sannes Heger · Ole Martin Storlien |
| 2009 | Szczyrbskie Jezioro | Norwegia Gudmund Storlien · Ole Christian Wendel · Thorbjørn Brandt · Truls Sønstehagen Johansen | Francja Nicolas Martin · Samuel Guy · Wilfried Cailleau · Geoffrey Lafrage                    | Niemcy Johannes Rydzek · Wolfgang Bösl · Michael Dünkel · Fabian Rießle                             |
| 2010 | Hinterzarten        | Niemcy Fabian Rießle · Johannes Rydzek · Janis Morweiser · Johannes Firn                         | Norwegia Ole Christian Wendel · Gudmund Storlien · Jørgen Gråbak · Truls Sønstehagen Johansen | Słowenia Gasper Berlot · Matic Plaznik · Jože Kamenik · Marjan Jelenko                              |
| 2011 | Otepää              | Konkurs został odwołany                                                                          | Konkurs został odwołany                                                                       | Konkurs został odwołany                                                                             |
| 2012 | Erzurum             | Austria David Pommer · Franz-Josef Rehrl · Alexander Brandner · Philipp Orter                    | Włochy Samuel Costa · Roberto Tomio · Manuel Maierhofer · Mattia Runggaldier                  | Niemcy Christian Artl · Tobias Simon · Michael Schuller · Manuel Faißt                              |
| 2013 | Liberec             | Niemcy Michael Schuller · Jakob Lange · David Welde · Manuel Faißt                               | Austria Franz-Josef Rehrl · Paul Gerstgraser · Thomas Jöbstl · Philipp Orter                  | Japonia Gō Yamamoto · Go Sonehara · Shota Horigome · Takehiro Watanabe                              |
| 2014 | Val di Fiemme       | Austria Bernhard Flaschberger · Martin Fritz · Fabian Steindl · Philipp Orter                    | Niemcy Dominik Schwaar · Terence Weber · Jakob Lange · David Welde                            | Norwegia Sindre Pettersen · Jarl Magnus Riiber · Sigmund Kielland · Emil Vilhelmsen                 |
| 2015 | Ałmaty              | Austria Thomas Jöbstl · Bernhard Flaschberger · Noa Mraz · Paul Gerstgraser                      | Niemcy Philipp Mauersberger · Terence Weber · Paul Hanf · Jakob Lange                         | Norwegia Simen Tiller · Harald Johnas Riiber · Jarl Magnus Riiber · Lars Burås                      |
| 2016 | Râșnov              | Austria Florian Dagn · Noa Ian Mraz · Samuel Mraz · Bernhard Flaschberger                        | Niemcy Martin Hahn · Tim Kopp · Terence Weber · Vinzenz Geiger                                | Finlandia Wille Karhumaa · Atte Korhonen · Mikko Hulkko · Eero Hirvonen                             |
| 2017 | Park City           | Austria Samuel Mraz · Marc Luis Rainer · Florian Dagn · Mika Vermeulen                           | Francja Lilian Vaxelaire · Laurent Muhlethaler · Théo Rochat · Maël Tyrode                    | Czechy Ondřej Pažout · David Zemek · Jan Vytrval · Lukáš Daněk                                      |
| 2018 | Kandersteg          | Austria Johannes Lamparter · Dominik Terzer · Florian Dagn · Mika Vermeulen                      | Niemcy Tim Kopp · Luis Lehnert · Constantin Schnurr · Julian Schmid                           | Norwegia Jens Lurås Oftebro · Simen Kvarstad · Andreas Skoglund · Einar Lurås Oftebro               |
| 2019 | Lahti               | Niemcy Luis Lehnert · Simon Hüttel · David Mach · Julian Schmid                                  | Norwegia Aleksander Skoglund · Kasper Moen Flatla · Jens Lurås Oftebro · Andreas Skoglund     | Austria Florian Dagn · Max Teeling · Johannes Lamparter · Marc Luis Rainer                          |
| 2020 | Oberwiesenthal      | Austria Stefan Rettenegger · Thomas Rettenegger · Johannes Lamparter · Fabio Obermeyr            | Francja Maël Tyrode · Edgar Vallet · Mattéo Baud · Gaël Blondeau                              | Norwegia Emil Ottesen · Marius Solvik · Sebastian Østvold · Andreas Skoglund                        |
| 2021 | Lahti               | Konkurs nie został rozegrany                                                                     | Konkurs nie został rozegrany                                                                  | Konkurs nie został rozegrany                                                                        |
| 2022 | Zakopane            | Finlandia Waltteri Karhumaa · Arsi Tietäväinen · Eelis Meriläinen · Perttu Reponen               | Norwegia Torje Seljeset · Per Einar Skjæret Strømhaug · Sebastian Østvold · Eidar Johan Strøm | Austria Kilian Gütl · Severin Reiter · Paul Walcher · Stefan Rettenegger                            |
| 2023 | Whistler            | Niemcy Richard Stenzel · Pepè Schula · Benedikt Gräbert · Tristan Sommerfeldt                    | Norwegia Jens Dahlseide Kvamme · Eidar Johan Strøm · Torje Seljeset · Andreas Ottesen         | Austria Kilian Gütl · Paul Walcher · Samuel Lev · Severin Reiter                                    |

### Mistrzowie drużyn mieszanych
| rok  | miejsce        | złoty medal                                                                              | srebrny medal                                                                      | brązowy medal                                                                         |
| 2020 | Oberwiesenthal | Norwegia Sebastian Østvold · Marte Leinan Lund · Gyda Westvold Hansen · Andreas Skoglund | Niemcy Christian Frank · Maria Gerboth · Jenny Nowak · David Mach                  | Japonia Daimatsu Takehana · Ayane Miyazaki · Anju Nakamura · Kodai Kimura             |
| 2021 | Lahti          | Norwegia Eidar Johan Strøm · Marte Leinan Lund · Gyda Westvold Hansen · Andreas Skoglund | Austria Manuel Einkemmer · Lisa Hirner · Sigrun Kleinrath · Stefan Rettenegger     | Włochy Iacopo Bortolas · Annika Sieff · Daniela Dejori · Domenico Mariotti            |
| 2022 | Zakopane       | Niemcy Simon Mach · Jenny Nowak · Nathalie Armbruster · Tristan Sommerfeldt              | Włochy Stefano Radovan · Annika Sieff · Daniela Dejori · Iacopo Bortolas           | Austria Samuel Lev · Lisa Hirner · Annalena Slamik · Stefan Rettenegger               |
| 2023 | Whistler       | Austria Kilian Gütl · Lisa Hirner · Annalena Slamik · Paul Walcher                       | Niemcy Benedikt Gräbert · Cindy Haasch · Nathalie Armbruster · Tristan Sommerfeldt | Włochy Manuel Senoner · Greta Pinzani · Annika Sieff · Iacopo Bortolas                |
| 2024 | Planica        | Niemcy Richard Stenzel · Anne Häckel · Ronja Loh · Tristan Sommerfeldt                   | Japonia Kyotaro Yamazaki · Hazuki Ikeda · Yuzuka Fujiwara · Atsushi Narita         | Norwegia Even Leinan Lund · Ingrid Låte · Nora Helene Evans · Jørgen Berget Storsveen |
| 2025 | Lake Placid    | Niemcy Jonathan Gräbert · Ronja Loh · Trine Göpfert · Richard Stenzel                    | Austria Andreas Gfrerer · Katharina Gruber · Anna-Sophia Gredler · Paul Walcher    | Japonia Atsushi Narita · Hazuki Ikeda · Yuzuka Fujiwara · Kaisei Mori                 |

### Mistrzowie świata w sprincie drużynowym
| rok  | miejsce     | złoty medal                                  | srebrny medal                              | brązowy medal                                            |
| 2024 | Planica     | Niemcy Richard Stenzel · Tristan Sommerfeldt | Austria Jonas Fischbacher · Paul Walcher   | Norwegia Jørgen Berget Storsveen · Jens Dahlseide Kvamme |
| 2025 | Lake Placid | Austria Andreas Gfrerer · Paul Walcher       | Norwegia Even Leinan Lund · Torje Seljeset | Japonia Kyotaro Yamazaki · Atsushi Narita                |

### Indywidualne mistrzynie świata
| rok  | miasto                                    | złoty medal          | srebrny medal        | brązowy medal         |
| ---- | ----------------------------------------- | -------------------- | -------------------- | --------------------- |
| 2018 | Kandersteg (zawody testowe – brak medali) | Jenny Nowak          | Anna Jäkle           | Anastasija Gonczarowa |
| 2019 | Lahti                                     | Ayane Miyazaki       | Gyda Westvold Hansen | Anju Nakamura         |
| 2020 | Oberwiesenthal                            | Jenny Nowak          | Gyda Westvold Hansen | Lisa Hirner           |
| 2021 | Lahti                                     | Gyda Westvold Hansen | Marte Leinan Lund    | Lisa Hirner           |
| 2022 | Zakopane                                  | Annika Sieff         | Haruka Kasai         | Nathalie Armbruster   |
| 2023 | Whistler                                  | Annika Sieff         | Nathalie Armbruster  | Lisa Hirner           |
| 2024 | Planica                                   | Minja Korhonen       | Alexa Brabec         | Ronja Loh             |
| 2025 | Lake Placid                               | Ingrid Låte          | Teja Pavec           | Trine Göpfert         |

### Mistrzynie świata w sprincie drużynowym
| rok  | miejsce     | złoty medal                              | srebrny medal                                 | brązowy medal                             |
| 2024 | Planica     | Japonia Hazuki Ikeda · Yuzuka Fujiwara   | Stany Zjednoczone Alexa Brabec · Kai McKinnon | Austria Anna-Sophia Gredler · Laura Pletz |
| 2025 | Lake Placid | Finlandia Heta Hirvonen · Minja Korhonen | Słowenia Tia Malovrh · Maša Likozar Brankovič | Niemcy Ronja Loh · Trine Göpfert          |

## Tabela medalowa
Stan po MŚJ 2025
| Miejsce | Państwo           | złote | srebrne | brązowe | ogółem |
| 1.      | Norwegia          | 31    | 19      | 21      | 71     |
| 2.      | Niemcy            | 28    | 31      | 22      | 81     |
| 3.      | Austria           | 21    | 18      | 24      | 63     |
| 4.      | Finlandia         | 13    | 13      | 6       | 32     |
| 5.      | NRD               | 10    | 5       | 9       | 24     |
| 6.      | Włochy            | 7     | 2       | 3       | 12     |
| 7.      | Rosja             | 5     | 6       | 8       | 19     |
| 7.      | Czechy            | 5     | 6       | 8       | 19     |
| 9.      | Japonia           | 4     | 4       | 6       | 14     |
| 10.     | Słowenia          | 3     | 5       | 3       | 11     |
| 11.     | Francja           | 2     | 12      | 8       | 22     |
| 12.     | Stany Zjednoczone | 2     | 4       | 2       | 8      |
| 13.     | Szwajcaria        | 0     | 3       | 3       | 6      |
| 14.     | Polska            | 0     | 3       | 2       | 5      |
| 15.     | Estonia           | 0     | 0       | 6       | 6      |